# Хлорарахниофитовые водоросли
Хлорарахниофи́товые во́доросли (лат. Chlorarachnea) — клада морских одноклеточных водорослей, входящая в состав группы церкозоев, которым в последних работах систематиков присваивают ранг класса и типа соответственно. Распространены в морях тропического и умеренного поясов. Для организмов этой группы характерно наличие четырёхмембранных хлоропластов, в перипластидном пространстве которых находится нуклеоморф — редуцированное ядро эндосимбиотического эукариота. Хлорарахниофитовые водоросли — миксотрофы, они содержат хлорофиллы a и b и способны к фаготрофному питанию. Размножаются вегетативным и бесполым путём, у некоторых описан половой процесс. По последним данным, клада содержит 14 видов в 8 родах.
В ботанической систематике кладе соответствует класс Chlorarachniophyceae. Распространено в литературе и устаревшее название — хлорарахниофи́ты (лат. Chlorarachniophyta), данное ещё при первом описании клады как отдела водорослей.

## История изучения
Первый известный вид хлорарахниофит, Chlorarachnion reptans, был описан из культуры сифоновых зелёных водорослей, собранных на Канарских островах. Первоначально его отнесли к жёлто-зелёным водорослям в составе Stramenopila. В 1966 году Chlorarachnion reptans был переоткрыт в Мексике и выделен в чистой культуре. Отдел Chlorarachniophyta был выделен лишь в 1984 году на основании особенностей ультраструктуры и пигментного состава Chlorarachnion reptans. Название класса дано по типовому роду Chlorarachnion (от др.-греч. χλωρός «зелёный» и ἀράχνη «паутина»).

## Биология клетки
Клетки хлорарахниофит — жгутиконосцы или амебоиды с нитчатыми псевдоподиями. Размер клеток варьирует от 5 до 100 мкм. Bigellowiella longifila может образовывать плавучие слизистые колонии. Клетки голые, одноядерные, но имеются трихоцисты. У жгутиковых стадий есть один жгутик, заворачивающийся по спирали вокруг клетки. Для Chlorarachnion характерно развитие ретикулоподий (филоподий), которые сливаются у соседних клеток с образованием сетчатого плазмодия (мероплазмодия, или сетчатого плазмодия). В составе мероплазмодия могут быть объединены до сотен клеток. У других хлорарахниофит мероплазмодий не развивается, только у Cryptochlora perforans могут сливаться филоподии двух или трёх клеток.
Кристы митохондрий трубчатые. Секвенированная митохондриальная ДНК хлорарахниофит характеризуется некоторыми особенностями. Так, кодоны GUG и UUG могут выступать инициаторными, наряду с AUG. Имеются свидетельства переноса генов от митохондриального генома в ядерный геном хозяина в процессе расхождения видов. При этом сохранность порядка генов (синтения) довольно низка, что указывает на частые перестройки в митохондриальных геномах.

Строение хлоропласта хлорарахниофитовых водорослей

Хлоропласты хлорарахниофит содержат хлорофиллы a и b, природа каротиноидных пигментов неизвестна. Хлоропласты окружены четырьмя мембранами, из которых две — собственные мембраны хлоропласта, а две остальные относятся к хлоропастной эндоплазматической сети, причём вторая и третья мембраны могут сливаться на некотором протяжении. Считается, что вторая мембрана представляет собой плазмалемму эндосимбионта, а четвёртая мембрана происходит от пищеварительной вакуоли хозяина. Наружная мембрана хлоропласта не соединяется с наружной ядерной мембраной и не несёт рибосом. Ламеллы состоят из 1—3 тилакоидов, опоясывающей ламеллы нет. Пиреноиды имеются в пластидах всех хлорарахниофит, кроме Partenskyella glossopodia. Каждый пиреноид чётко направлен к центру клетки, по этому признаку хлорарахниофит можно легко отличить от других хлорофилл-b-содержащих водорослей при разглядывании в световой микроскоп. Выдающийся конец пиреноида всегда имеет кэпирующую везикулу, в которой накапливается запасной продукт — β-1-3-глюкан (возможно, парамилон).
Пластидные геномы хлорарахниофит, секвенированные к настоящему моменту, отличаются консервативностью размера, количества генов и порядка генов. По-видимому, пластидный геном эндосимбионта, проглоченного хлорарахниофитами, практически не изменялся в процессе расхождения видов.
Механизм доставки белков в пластиду у хлорарахниофит значительно отличается от других пластид, являющихся результатом вторичного эндосимбиоза. Как и у других водорослей с пластидами, представляющими собой результат вторичного эндосимбиоза, у хлорарахниофит пластидные про-белки имеют двухчастный N-концевой сигнал пластидной локализации, состоящий из специальных последовательностей SP и TPL. Это свидетельствует в пользу наличия у хлорарахниофит специальных транслоконов, обеспечивающих прохождение белков двух внутренних мембран, однако оказалось, что эти комплексы значительно отличаются от таковых у других водорослей с вторичным эндосимбиозом. Более того, показано, что механизм транспорта белка через вторую снаружи мембрану фундаментально отличается.
Особый интерес в строении клеток хлорарахниофитовых водорослей представляет нуклеоморфа — редуцированное ядро эндосимбионта, давшего начало хлоропласту. У хлорарахниофит эндосимбионтом стала зелёная водоросль (согласно составу ксантофиллов — из числа празинофициевых, по данным молекулярной филогенетики и экологии — ульвофициевых и требуксиофициевых). Нуклеоморфа находится в перипластидном пространстве (между второй и третьей мембранами), в котором также присутствуют цитоплазма эндосимбионта и эукариотические рибосомы. Она окружена двумя мембранами с порами, содержит ДНК и структуру, близкую к ядрышку, рибосомы эукариотического типа и 3 мелкие линейные АТ-обогащённые хромосомы. Длина хромосом нуклеоморфы варьирует от 90 до приблизительно 210 килобаз (кб), а общий размер генома нуклеоморфы варьирует от 330 кб у Lotharella amoebiformis до 610 кб у неидентифицированного штамма CCMP622. Плотность генов в нуклеоморфе очень велика (иногда гены даже перекрываются), хотя они содержат некоторое количество очень коротких интронов. Ряды генов рРНК располагаются в субтеломерных участках. Белки, кодируемые нуклеоморфой, обслуживают её саму, лишь немногие функционируют в хлоропластах. У Bigelowiella natans гистоны Н3 и Н4 кодируются самой нуклеоморфой, а гены гистонов Н2A и Н2B перенесены в ядро хозяина. Линкерные гистоны (Н1) в нуклеоморфах полностью отсутствуют. Имеются некоторые отличия в посттрансляционных модификациях гистонов (гистоновом коде) нуклеоморфы и ядра. Так, в нуклеоморфах хлорарахниофит никогда не встречаются метки гетерохроматина в виде метилирования H3K9 и H3K27, метилирование H3K36, соответствующее элонгации транскрипции, почти все известные у эукариот метки активации/репрессии транскрипции, а также почти полностью отсутствует фосфорилирование, связанное с динамикой хромосом при митозе.
Нуклеоморфа делится перед делением хлоропласта путём впячивания мембран её оболочки. Митотического веретена там обнаружено не было, поэтому механизм расхождения хромосом по дочерним нуклеоморфам не ясен. Показано, что в образовании перетяжки у внутренней пары мембран частично участвуют белки FtsZD, однако механизм образования перетяжек в наружной части мембран неизвестен.
Кроме хлорарахниофит, нуклеоморфу с тремя хромосомами такой же организации имеют криптофитовые водоросли, однако у них она имеет другое происхождение и происходит от красной водоросли. Таким образом, наличие нуклеоморфы у представителей этих групп можно считать результатом конвергентной эволюции. Итак, в клетках хлорарахниофит и криптофит имеются четыре генома: ядерный, пластидный, митохондриальный и геном нуклеоморфы. Показано, что и у хлорарахниофитовой водоросли Bigelowiella natans, и у криптофитовой водоросли Guillardia theta ядерный геном гаплоидный, геном нуклеоморфы диплоидный у B. natans и тетраплоидный у G. theta, а пластидный и митохондриальный геномы у обоих видов имеются во множестве копий в каждой соответствующей органелле.

## Размножение и жизненный цикл
Для хлорарахниофит характерно вегетативное размножение делением клетки надвое, бесполое при помощи зооспор и половое (изо- и анизогамия). В жизненном цикле могут встречаться амебоидные, коккоидные и монадные стадии. Все три стадии имеются только у Chlorarachnion reptans и Lotharella amoeboformis. Коккоидные стадии имеют многослойную клеточную стенку и нередко рассматриваются как цисты. У Chlorarachnion reptans, имеющего мероплазмодий, в условиях нехватки питательных веществ звёздчатые вегетативные клетки втягивают ретикулоподии, округляются и одеваются плотной клеточной стенкой. Покоящиеся клетки существуют только за счёт фотосинтеза и не способны к гетеротрофии. При благоприятных условиях покоящиеся клетки снова превращаются в звёздчатые вегетативные клетки с ретикулоподиями. Образование зооспор происходит путём двукратного деления покоящейся клетки. В результате образуются одножгутиковые зооспоры, жгутик которых обвивается вокруг задней части плывущей клетки. Жгутик несёт тонкие боковые волоски и отходит от вторично непарной единственной кинетосомы. При половом размножении неподвижная женская гамета сливается с подвижной звёздчатой мужской гаметой. Образующаяся при оплодотворении зигота делится мейозом и прорастает звёздчатой вегетативной клеткой. Для Lotharella globosa показано значительное морфологическое разнообразие (наличие или отсутствие тех или иных стадий в жизненном цикле) внутри вида между различными культивируемыми штаммами.
Поведение дочерних клеток, образующихся при вегетативном размножении, может различаться. Например, у Lotharella vacuolata деление претерпевает коккоидная клетка, одна из дочерних клеток принимает амебоидную форму и уплывает, а другая дочерняя клетка остаётся внутри материнской. У планктонной водоросли Bigellowiella longifila вегетативными стадиями могут быть жгутиконосная и амебоидная, причём амебоидная имеет только одну длинную филоподию. Когда амебоидная клетка делится, то одна из дочерних клеток наследует филоподию и уплывает, перекачивая содержимое клетки в дальний конец филоподии, а другая остаётся неподвижной и образует филоподию только спустя некоторое время.

## Распространение и экология
Будучи единственной группой водорослей, которых никогда не находили в пресной воде, хлорарахниофитовые обитают в тёплых морях тропического и умеренного поясов по всему миру. Амебоидные и коккоидные формы обитают в прибрежных водах, а монадные формы представлены в океаническом пикопланктоне. Хлорарахниофиты были обнаружены в самых разнообразных морских местообитаниях: на песчаных пляжах, каменистых берегах, в приливно-отливной зоне, вблизи поверхности воды, на поверхности морских растений, на песчинках и вблизи дна. Хлорарахниофиты — миксотрофы, они способны к фотосинтезу, но также могут питаться бактериями, жгутиконосцами и эукариотическими водорослями.

## Филогения и классификация
Первоначально клада была описана как отдел водорослей Chlorarachniophyta, состоящий из одного рода Chlorarachnion, в дальнейшем число родов увеличилось. Молекулярный анализ подтвердил монофилию таксона. Анализ генов рРНК, субъединиц тубулина и актина показал, что хлорарахниофиты наиболее близки к гетеротрофным амёбофлагеллятам — церкомонадам и эвглифидам, вместе с которыми (а также плазмодиофоровыми) образуют группу Cercozoa. Впрочем, группу, наиболее близкую к клеткам-хозяевам хлорарахниофит, определить не удалось. Кавалир-Смит предполагал, что хлорарахниофиты и эвгленофиты происходят от единого фотосинтезирующего предка, однако дальнейшее изучение показало неверность этого предположения. После утверждения церкозоев в ранге типа (до этого некоторые учёные повышали группе ранг до царства включительно) ранг хлорарахниофитовых водорослей понизили до класса, синонимизировав названия отдела и класса. Так как таксоны церкозоев описаны в основном по правилам МКЗН, старшие таксоны клады были переименованы в соответствии с правилами этого кодекса.
Различия между родами класса заключаются в особенностях структуры пиреноида и расположении нуклеоморфы, однако точные взаимоотношения между отдельными родами неизвестны. По состоянию на июнь 2016 года в класс хлорарахниофитовых водорослей включают 8 родов и 14 видов:
- Класс Chlorarachnea [Chlorarachniophyceae Hibberd & Norris, 1984, orth. var.]
  - Отряд Chlorachniida [Chlorarachniales Ishida & Y.Hara, 1996, orth. var.]
    - Семейство Chlorarachniaceae
      - Amorphochlora A.Yabuki & S.Ota, 2011 (1 вид)
      - Bigelowiella Moestrup, 2001 (2 вида)
      - Chlorarachnion Geitler, 1930 (1 вид)
      - Cryptochlora E.Calderon-Saenz & R.Schnetter, 1987 (1 вид)
      - Gymnochlora K.Ishida & Y.Hara, 1996 (2 вида)
      - Lotharella K.Ishida & Y.Hara, 1996 (5 видов)
      - Norrisiella S.Ota, K.Ueda & K. Ishida, 2007 (1 вид)
      - Partenskyella S.Ota, D.Vaulot, F.L.Gall, A.Yabuki & K.Ishida, 2009 (1 вид)